# Кастелето (Пистоја)
Кастелето је насеље у Италији у округу Пистоја, региону Тоскана.
Према процени из 2011. у насељу је живело 236 становника. Насеље се налази на надморској висини од 44 м.